# Зазерка (платформа)
За́зерка (бел. Зазерка) — остановочный пункт электропоездов (в том числе электропоездов Минских городских линий) в Пуховичском районе (Минская область, Беларусь).
Расположен в 31 километре от Минска (станции Минск-Пассажирский) между остановочными пунктами Седча и Рыбцы (юго-восточное направление железнодорожной линии). 
Примерное время в пути со всеми остановками от ст. Минск-Пассажирский — 41 мин.; от ст. Пуховичи — 35 мин.
Ближайший населённый пункт по обе стороны платформы — одноимённый агрогородок.